# ドランのキャデラック
『ドランのキャデラック』（Dolan's Cadillac）は2009年のクライム映画。劇場未公開作品。
原作はスティーブン・キングの短編小説『ドランのキャデラック』。

## ストーリー
殺人を目撃したという理由で、ギャングのボスであるドランは、ロビンソンの妻を殺させる。
遺されたロビンソンは、妻の幻影に導かれ、復讐の計画を練る。
だが、ドランの乗るキャデラックは銃弾に強い特別仕様。
長い期間ドランを監視したロビンソンは、ある方法で復讐を実行する。
ロビンソンはドランが人身売買のため、メキシコ国境近くの倉庫と、ラスベガスを行き来する際に定期的に通る砂漠の1本道を見つける。
そこで行われている道路工事現場で、ロビンソンは労働者として働き始める。
過酷な労働に倒れそうになるが、復讐心が彼を支え、灼熱の砂漠の労働に耐え続ける。
ついにロビンソンは、祝日で作業員がいなくなる「労働者の日」に、復讐を実行することを決める。
そして「労働者の日」。
ドランのキャデラックが通る直前、ロビンソンは道路標識を入れ替え、罠に誘導すると標識を元に戻す。
偽装された未完成の道路で、まんまと穴に落ちたドランはキャデラックに閉じ込められる。
誰もいない広大な砂漠の中で、ロビンソンの復讐が始まる。
ロビンソンは始め、偶然通りかかった通行人を演じ、ドランに希望を与えながら、少しずつ砂を落として埋め始める。
そして正体が分かると、埋め立て作業をする様子をネット中継し、車内のドランに見せる。
ドランは助かろうと必死に命乞いするが、ロビンソンはキャデラックごとドランを生き埋めにする。

## キャスト
※括弧内は日本語吹替
- ドラン - クリスチャン・スレーター（宮内敦士）
- ロビンソン - ウェス・ベントリー（加藤亮夫）
- エリザベス - エマニュエル・ヴォージア（井上まひろ）
- チーフ - グレッグ・ブリック（上田燿司）
- ローマン - エイダン・ディヴァイン
- フレッチャー - アル・サピエンザ（青山穣）
- デルタ - カレン・ルブラン
- ソニャ - （うさみともこ）